# قسم درواهان الريفي (مقاطعة بروجن)
قسم درواهان الريفي (بالفارسية: دهستان درواهان) هي منطقة ريفية تقع في إيران في ناحية غندمان. يقدر عدد سكانها بـ 5,497 نسمة .